# Enola Gay (cançó)
«Enola gay» és una cançó contra la guerra del grup de pop electrònic anglès Orchestral Maneuvers in the Dark (OMD), i l'únic senzill extret del seu segon àlbum d'estudi Organization (1980). Escrita pel cantant i baixista Andy McCluskey, tracta del bombardeig atòmic d'Hiroshima i Nagasaki per part de l'avió Enola Gay el 6 d'agost de 1945 durant la Segona Guerra Mundial.
La cançó va rebre crítiques majoritàriament positives, però es va considerar improbable que entrés a les llistes d'èxits ja que, a part de la seva temàtica, la cançó es va enfrontar a certa resistència a causa de la seva percepció com un himne gai. Finalment, va arribar al número 8 a l'UK Singles Chart, convertint-se en la primera cançó del grup entre les deu millors al seu país d'origen. També va ser un èxit a l'Europa continental, encapçalant les llistes a Itàlia i Portugal. El tema va aconseguir vendes superiors als 5 milions de còpies i ha estat considerada com una de les millors cançons de la seva època i gènere, i juntament amb «If You Leave» de 1986, es considera la cançó més representativa d'OMD.

## Història
Com era costum en les primeres composicions d'OMD, la pista no inclou una tornada vocal però sí un distintiu motiu musical de sintetitzador. La majoria de les parts melòdiques es van gravar en un Korg Micro-Preset.
La cançó porta el nom de l'Enola Gay, el bombarder Boeing B-29 Superfortress de les Forces Aèries de l'Exèrcit dels Estats Units que va portar Little Boy, la primera bomba atòmica que es va utilitzar contra la humanitat, llançada sobre la ciutat japonesa d'Hiroshima el 6 d'agost de 1945 i que va matar a més de 100.000 persones. El nom del propi bombarder va ser escollit pel seu pilot, l'aviador Paul Tibbets, que el va batejar en honor a la seva mare, Enola Gay Tibbets (1893–1983), que havia rebut el nom de l'heroïna de la novel·la Enola; or, Her fatal mistake.
La lletra de la cançó reflexiona sobre la decisió d'utilitzar la bomba i reclama a l'oient que es plantegi si els bombardejos eren necessaris (It shouldn't ever have to end this way). La frase Is mother proud of Little Boy today? és una al·lusió tant al sobrenom de la bomba d'urani com al pilot Paul Tibbets que va batejar l'avió amb el nom de la seva mare. La frase It's 8:15, and that's the time that it's always been es refereix a l'hora de la detonació sobre Hiroshima a les 8:15; com molts rellotges es van aturar pels efectes de l'explosió, es converteix en the time that it's always been. S'identifica com una cançó antiguerra malgrat que McCluskey va declarar que «no estava realment motivat políticament a l'hora d'escriure la cançó», i va esperar que «transmetés certa ambivalència sobre si era el correcte o no fer-ho».
El videoclip es va rodar als estudis ITN en tres hores una tarda. Comença mostrant imatges accelerades dels núvols que passen pel cel, i després del riff d'obertura que mostra les mans del teclista tocant animades amb rotoscòpia digital, es mostra una imatge de McCluskey cantant i tocant el baix. La cara B del senzill d'«Enola Gay» va ser una cançó titulada «Annex». La cançó no es va incloure a l'àlbum Organisation i va romandre exclusiva d'aquest llançament fins que es va incorporar a l'àlbum recopilatori de 2001 Navigation: The OMD B-Sides i a l'edició remasteritzada de 2003 d'Organisation. Tot i que el tema era bàsicament una improvisació «inventada al moment», Paul Humphreys la va descriure en una entrevista del 1980 com «el millor que hem fet durant l'any».
Una versió primerenca de la cançó amb un arranjament lleugerament diferent apareix a l'àlbum Peel Sessions 1979–1983 del grup. Una actuació en directe, gravada al Guildhall de Portsmouth apareix a la pel·lícula Urgh! A music war (1982). El músic Howard Jones va versionar la cançó durant les seves primeres actuacions en directe.
«Enola Gay» va ser seleccionada per Danny Boyle per a la cerimònia d'obertura dels Jocs Olímpics d'Estiu de 2012 a Londres. La pista es va convertir en un himne del Celtic Football Club a mitjans i finals de la dècada de 2010 quan l'afició va canviar la lletra amb motiu del jugador Stuart Armstrong. També es va fer popular entre els seguidors del Burnley FC.
Gigwise va citar «Enola Gay» com una de les cançons més impactants que apareixeran a la sèrie dramàtica de televisió És pecat (2021), que se centra en un grup d'homes gais que viuen durant la crisi del VIH/sida al Regne Unit. El tema també va aparèixer a les pel·lícules Vals amb Bashir, un film d'animació de 2008 sobre la matança de Sabra i Xatila, i Ex Machina, un thriller de ciència-ficció sobre les implicacions de la intel·ligència artificial de 2015.

## Llista de pistes

### 1980: 7"/12"
| 1. | «Enola Gay» | 3:33 |

| 1. | «Annex» | 4:33 |

### 2003: remescla 12"
| 1. | «Enola Gay» | 9:02 |

| 1. | «Enola Gay (dub remix)»  | 6:57 |
| 2. | «Enola Gay (radio edit)» | 3:05 |

### 2020: reedició 12"
| 1. | «Enola Gay» | 4:49 |

| 1. | «Enola Gay» (slow mix) | 4:05 |